# 德沃加德巴里亚
德沃加德巴里亚（Devgadbaria），是印度古吉拉特邦Dohad县的一个城镇。总人口19201（2001年）。

## 人口
该地2001年总人口19201人，其中男性9757人，女性9444人；0—6岁人口2834人，其中男1480人，女1354人；识字率61.49%，其中男性为70.06%，女性为52.64%。